# 世親
世親（せしん、梵: Vasubandhu、蔵: dbyig gnyen）は、インド仏教瑜伽行唯識学派の僧である。世親はサンスクリット名である「ヴァスバンドゥ」の訳名であり、玄奘訳以降定着した。それより前には「天親」（てんじん）と訳されることが多い。「婆薮般豆」、「婆薮般頭」と音写することもある。４世紀頃の人。
唯識思想を大成し、後の仏教において大きな潮流となった。また、多くの重要な著作を著し、地論宗・摂論宗・法相宗・浄土教をはじめ、東アジア仏教の形成に大きな影響を与えた。浄土真宗では七高僧の第二祖とされ「天親菩薩」と尊称される。また、インド論理学そのものの発展にも寄与した。

## 生涯
世親の伝記については、真諦訳『婆薮槃豆法師伝』、玄奘『大唐西域記』やその弟子・基の伝える伝承、ターラナータ『仏教史』中の伝記などがある。
『婆薮槃豆法師伝』によれば、世親は仏滅後900年にプルシャプラ（現在のパキスタン・ペシャーワル）で生まれた。三人兄弟の次男で、実兄は無著（アサンガ）、実弟は説一切有部のヴィリンチヴァッサ（比隣持跋婆）。兄弟全員が世親（ヴァスバンドゥ）という名前であるが、兄は無著、弟は比隣持跋婆という別名で呼ばれるため、「世親」という名は専ら本項目で説明する次男のことを指す。
初め部派仏教の説一切有部で学び、有部一の学者として高名をはせた。ところが、兄・無著の勧めによって大乗仏教に転向した。無著の死後、大乗経典の註釈、唯識論、諸大乗論の註釈などを行い、アヨーディヤーにて80歳で没した。
世親の伝記に関する諸伝承は、世親が説一切有部から大乗（唯識派）へと転向したという点で一致する。しかし近年、説一切有部時代に書いたとされる『阿毘達磨倶舎論』に伝えるPūrvācāryāḥ（先規範師、先旧諸師）の説および経量部説が、『瑜伽師地論』、『顕揚聖教論』など瑜伽行派の文献にトレースできることから、「ヴァスバンドゥの有部での得度まで否定する必要はないにせよ、彼は最初から瑜伽行派の学匠であったと仮定するほうが、はるかに合理的ではないか」という意見も出されている。

## 著作
以下のリストは網羅的なものではない。
近年、松田和信らの研究によって、『倶舎論』→『釈軌論』→『大乗成業論』→『縁起経釈論』→『唯識二十論』 →『唯識三十頌』という著作の順番が確定しつつある。

### 説一切有部系の著作
- 『勝義七十論』（『七十真実論』『勝義七十論』『第一義諦論』とも） - 各種伝記中に書名が見えるが現存せず。敦煌文献中に『真実論』として引かれる逸文が関係するか[6]。
- 『無依虚空論』漢訳『雑阿毘曇心論』中の帰敬偈において先行する『阿毘曇心論』の註釈書として登場し、その際に「和修槃頭（ヴァスバンドゥ？）」の著作として割注に示される[7]。
- 『阿毘達磨倶舎論』(Abhidharmakośabhāṣya)

### 経典の注釈
- 『縁起初分分別経論』（縁起論・縁起経釈・Pratītiyasamutpāda-vyākhyā）
- 『金剛般若波羅蜜経論』 - 義浄訳では無著造頌・世親釈とする。
- 『妙法蓮華経優波提舎』（法華論）- インドにおける法華経の注釈書として唯一現存する[8]。
- 『十地経論』
- 『無量寿経優婆提舎願生偈』（浄土論・往生論） - 後に曇鸞が、『浄土論註』を撰述し、本書を注解する[9]。浄土教所依の経論として浄土三部経と共に高く位置付けられている[9]。日本の浄土教において、もっとも重要な論書とされる。
- 『文殊師利菩薩問菩提経論』
- 『勝思惟梵天所問経論』
- 『宝髻経四法憂波提舎』
- 『転法輪経憂波提舎』
- 『三具足経憂波提舎』
- 『金剛般若論』 - 漢訳では無著造とするが、チベット訳では世親造とする。
- 『六門陀羅尼経論』
- 『大乗四法経釈』
- 『仏随念広註』
- 『発菩提心経論』 - フラウヴァルナーは古師ヴァスバンドゥの著作とするが、中国撰述である可能性が高い 。
- 『涅槃論』 - 中国撰述である可能性が高いとされる。
- 『涅槃経本有今無偈論』 - 中国撰述である可能性が高いとされる。
- 『遺教経論』 - 中国撰述である可能性が高いとされる。
- 『菩提心憂波提舎』 - 『宝髻経四法憂波提舎』等に書名が見える。鳩摩羅什訳『発菩提心経論』とは異なる。

その他、『婆藪槃豆法師伝』・ターラナータ『仏教史』には、『大乗涅槃経』『般若経』『維摩経』『勝鬘経』『五印経』に対する註釈書があったとされる。
また、チベット訳でのみ伝えられる『聖十万頌二万五千頌一万八千頌般若波羅蜜多広註』『聖無尽意所説経広註』『聖普賢行願讃広註』は、世親より後の人の作と考えられている。

### 大乗論書に対する注釈
- 『摂大乗論釈』（Mahāyānasaṃgraha-bhāṣya） - 無著『摂大乗論』に対する注釈。
- 『大乗荘厳経論（Mahāyānasūtrālaṃkāravyākhyā） - 弥勒の頌に対する注釈。漢訳は無著造とする。
- 『中辺分別論』（弁中辺論・Madhyāntavibhāga-bhāṣya） - 弥勒の頌に対する注釈。
- 『六門教授習定論』 - 無著の頌に対する注釈。
- 『法法性分別論』（Dharmadharmatā-vibhaṇga-vṛtti） - 弥勒の著作に対する注釈。
- 『順中論義入大般若波羅蜜経初品法門』 - 漢訳は無著菩薩作とするが、吉蔵『中論序疏』の伝承では天親（世親）作。大竹晋は世親作とする。

その他、漢訳『中論』では「龍樹菩薩造・梵志青目釈」となっているが、僧祐『薩婆多師資伝』（逸文）の伝承では、青目を世親とする。また、『百論』では「提婆菩薩造　婆藪開士釈」となっているが、同様に僧祐『薩婆多師資伝』では婆藪開士を世親とする。

### 唯識系の論書
- 『唯識三十頌』（Triṃśikā-vijñaptimātratāsiddhi） - 後に多くの論師によって注釈書が作られ、唯識の基本的論書となる。
- 『唯識二十論』（Viṃśatikā-vijñaptimātratāsiddhi）
- 『大乗成業論』（業成就論・Karmasiddhi）
- 『大乗五蘊論』（Pañcaskandhaka）
- 『三性論』（Trisvabhāva[-nirdeśa]）
- 『大乗百法明門論』 - 玄奘の訳とするが諸説あり、また、内容的に世親ではなく後世の作である可能性もある。
- 『仏性論』 - この論は、内容的には『宝性論』の抄訳を解説したものなので、訳者の真諦またはその師僧の著作とする説もある。

### 論理学関連
- 『如実論』（Tarkaśāstra） - 漢訳（『如実論 反質難品』）は部分訳か。
- 『論軌』（Vādavidhi）
- 『論式』（Vādavidhāna）
- 『論心』

### その他
- 『釈軌論』（Vyākhyā-yukti） - 経典解釈の方法を説く。
- 『止観門論頌』 - 不浄観などを説く。
- Gāthāsaṃgraha - 寓話集的なもの。
- Śīlaparikathā

## 世親二人説
世親の生存年代については、仏滅後900年、1000年、1100年など、複数の伝承が存在した。また、ヤショーミトラによる『倶舎論』の注釈書や普光『倶舎論記』において、『倶舎論』の著者とは別の古師ヴァスバンドゥ（古世親、vṛddhācārya-vasubandhu）についての言及があることが、指摘されていた。
これらをふまえエーリッヒ・フラウヴァルナーが、ヴァスバンドゥには古師と新師の2人がいる、という説を唱えた。フラウヴァルナーは、僧肇『法華翻経後記』などに見える鳩摩羅什の伝承に基づき、古師ヴァスバンドゥを4世紀前半の人とし、『中辺分別論』『大乗荘厳経論』『摂大乗論釈』、大乗経典に対する註釈書などを古師ヴァスバンドゥの著作とする。一方、新師ヴァスバンドゥを、仏滅後1000年または1100年＝5世紀の人とし、『倶舎論』『唯識二十論』『唯識三十頌』『論軌』『論式』『論心』などの作者とした。
しかし、古師ヴァスバンドゥと新師ヴァスバンドゥの著作間の共通箇所が次々と指摘され、フラウヴァルナーが用いた史料の信頼性にも疑問が呈されたことから、現在では否定的に考えられている。

## 著作

### 現代語訳・訳注
『阿毘達磨倶舎論』の現代語訳・訳注については『阿毘達磨倶舎論』を参照。
- 長尾雅人編、荒牧典俊・梶山雄一・桜部建 訳『世界の名著（2） 大乗仏典』（中公バックス版、1978年、ISBN 978-4124006124）
  - 『倶舎論』第1章・第2章、『唯識二十論』
- 長尾雅人・荒牧典俊・梶山雄一 訳注『大乗仏典15　世親論集』（中公文庫、2005年、ISBN 4-12-204480-4）
  - 『唯識二十論』『唯識三十頌』『三性論』『中辺分別論』
- 三枝充悳『世親』（講談社学術文庫、2004年、ISBN 4-06-159642-X）
  - 『婆薮槃豆法師伝』・ターラナータ『仏教史』所収の世親伝、『大乗成業論』『唯識二十論』『唯識三十頌』の現代語訳（横山紘一訳）。
- 兵藤一夫『唯識ということ　『唯識二十論』を読む』（春秋社、2006年、ISBN 4-393-13538-5）
- 堀内俊郎『世親の大乗仏説論　『釈軌論』第四章を中心に』（山喜房佛書林、2009年、ISBN 9784796310130）
  - 『釈軌論』第四章の和訳。
- 大竹晋『元魏漢訳ヴァスバンドゥ釈経論群の研究』（大蔵出版、2013年3月）
  - 『三具足経憂波提舎』『転法輪経憂波提舎』『宝髻経四法憂波提舎』『順中論義入大般若波羅蜜経初品法門』の訳注。
- 勝呂信静・下川邊季由 校註『新国訳大蔵経 インド撰述部 瑜伽・唯識部　摂大乗論釈 （世親釈，玄奘訳）』（大蔵出版、2007年、ISBN 978-4-8043-8039-1）
- 袴谷憲昭・荒井裕明 校註『新国訳大蔵経 インド撰述部 瑜伽・唯識部　大乗荘厳経論』（大蔵出版、1993年、ISBN 4-8043-8001-9）
- 高崎直道・柏木弘雄 校註『新国訳大蔵経 インド撰述部 論集部　仏性論・大乗起信論（旧・新二訳）』（大蔵出版、2005年、ISBN 4-8043-8033-7）
- 大竹晋 校註『新国訳大蔵経 インド撰述部 釈経論部　十地経論 I』（大蔵出版、2005年、ISBN 4-8043-8034-5）
- 大竹晋 校註『新国訳大蔵経 インド撰述部 釈経論部　十地経論 II』（大蔵出版、2006年、ISBN 4-8043-8038-8）
- 大竹晋 校註『新国訳大蔵経 インド撰述部 釈経論部　法華経論・無量寿経論 他』（大蔵出版、2011年、ISBN 978-4-8043-8050-6）
  - 『文殊師利菩薩問菩提経論』『妙法蓮華経憂波提舎』『無量寿経優波提舎願生偈』『涅槃経本有今無偈論』『遺教経論』『涅槃論』の訳注。
- 大竹晋 校註『新国訳大蔵経 インド撰述部 釈経論部　能断金剛般若波羅蜜多経論釈 他』（大蔵出版、2009年、ISBN 978-4-8043-8048-3）

### 伝記
- 武内紹晃『浄土仏教の思想 第3巻　龍樹　世親』（講談社、1993年）。他にチベットの浄土教、慧遠
- 三枝充悳『世親』（講談社学術文庫、2004年）。元版『人類の知的遺産14　ヴァスバンドゥ』講談社
- 船山徹『婆藪槃豆伝　インド仏教思想家ヴァスバンドゥの伝記』（法藏館、2021年）